# C1GALT1
Sržna 1 sintaza, glikoprotein-N-acetilgalaktozamin 3-beta-galaktoziltransferaza, 1, takođe poznata kao C1GALT1, je enzim koji je kod ljudi kodiran genom C1GALT1.

## Funkcija
Zajednička struktura 1 O-glikana Gal-beta-1-3GalNAc-R je prekurzor mnogih proširenih struktura O-glikana tipa mucina na površini životinjskih ćelija i izlučenih glikoproteina. Jezgro 1 se sintetiše transferom Gal sa UDP-Gal na GalNAc-alfa-1-R pomoću beta-3-galaktoziltransferaze jezgra 1 (C1GALT1).
C1GALT1 je povezan sa T-Tn antigenskim sistemom.

## Kliničkni značaj
Postoje dokazi da mutacije u genu C1GALT1 mogu biti povezane sa oboljenjem bubrega.